# Boyceville
Boyceville è un comune degli Stati Uniti, situato in Wisconsin, nella Contea di Dunn.